# Carinata rufipenna
Carinata rufipenna är en insektsart som beskrevs av Li och Wang 1992. Carinata rufipenna ingår i släktet Carinata och familjen dvärgstritar. Inga underarter finns listade i Catalogue of Life.